# Paul Coverdell
Paul Douglas Coverdell, född 20 januari 1939 i Des Moines, Iowa, död 18 juli 2000 i Atlanta, Georgia, var en amerikansk republikansk politiker. Han representerade delstaten Georgia i USA:s senat från 1993 till sin död.
Coverdell utexaminerades 1961 från University of Missouri. Han tjänstgjorde sedan i USA:s armé 1962-1964. Han var därefter verksam som affärsman i Georgia. Han var ledamot av delstatens senat 1971-1989, där han 1974 valdes till minoritetsledare. Han deltog i George H.W. Bushs kampanj i presidentvalet i USA 1988. Han var direktör för Fredskåren 1989-1991.
Coverdell besegrade Bob Barr i republikanernas primärval inför senatsvalet 1992. I senatsvalets första omgång kom sittande senatorn Wyche Fowler på första plats. Jim Hudson, som kandiderade för Libertarian Party, hade fått 3 % av rösterna, och en andra omgång ordnades på grund av bestämmelsen i Georgias konstitution om att vinnaren måste ha en enkel majoritet. Coverdell vann knappt och efterträdde Fowler i senaten i januari 1993. Han omvaldes sex år senare. Coverdell avled år 2000 i ämbetet och efterträddes av demokraten Zell Miller.
Coverdell var metodist. En staty av Coverdell finns i stadsdelen Buckhead i Atlanta.